# Wojciech Górski (pedagog)
Wojciech Górski (ur. 23 kwietnia 1849 w Lekarcicach, zm. 11 lutego 1935 w Warszawie) – polski pedagog, założyciel szkoły średniej w Warszawie oraz szkoły podstawowej w Pamiątce.

## Życiorys
Syn Leonarda Antoniego i Marii Magdaleny z Burskich. W 1867 zdał z odznaczeniem egzamin dojrzałości I Gimnazjum na Nowolipkach. W tym roku podjął studia w Szkole Głównej (od 1869 Cesarski Uniwersytet Warszawski) na kierunku matematycznym na wydziale fizyko-matematycznym
W 1877 założył w Warszawie cztero-, a potem sześcioklasową szkołę realną. W 1883 szkoła została przeniesiona do budynku przy ulicy Hortensji 2, gdzie działała do 1939. W 1905 szkoła została przekształcona w ośmioklasowe gimnazjum filologiczne, późniejsze Gimnazjum im. Wojciecha Górskiego. Od 1927 szkoła działała na prawach fundacji. W szkole wprowadził system semestralny – promocje odbywały się dwa razy w roku. Do grona nauczycielskiego należeli m.in.: Roman Ingarden, Stanisław Szober, Witold Doroszewski, Norbert Barlicki i in.
Ogłosił wiele prac z zakresu pedagogiki. W 1928 ufundował i wyposażył pięcioklasową szkołę eksperymentalną we wsi Pamiątka k. Tarczyna (obecnie Zespół Szkół im. Wojciecha Górskiego w Pamiątce).
Jego żoną była Aniela z domu Skrzypińska. Mieli córkę Marię (zm. 1930).
Został pochowany na cmentarzu Powązkowskim w Warszawie (kwatera 67-5-21).

## Ordery i odznaczenia
- Krzyż Komandorski Orderu Odrodzenia Polski (30 kwietnia 1927)[8]

## Upamiętnienie
Na przełomie 1936/1937 przemianowano ulicę Hortensji na ulicę Wojciecha Górskiego. Byli wychowankowie gimnazjum utworzyli Fundację Wojciecha i Anieli małż. Górskich. Po upadku powstania warszawskiego budynek uległ całkowitemu zniszczeniu. Po wojnie szkoła działała krótko przy ul. Emilii Plater, od 1947 w budynku przy ul. Smolnej (obecne Liceum im. Zamoyskiego). W 1957 jego miejscu postawiono popiersie pedagoga, które pierwotnie w 1937 ustanowiono w gmachu szkoły.